# Vol spécial
Vol spécial è un documentario del 2011 diretto da Fernand Melgar.